# 今井俊郎
今井 俊郎（いまい としろう、1950年8月17日 - ）は、日本の政治家。岐阜県加茂郡東白川村長（3期）。

## 来歴
東白川村出身。名城大学法学部法律学科卒業後、民間会社に勤める。1994年（平成6年）に東白川村役場に入庁し、東白川村病院（現・東白川村国保診療所）事務局長などを歴任、2011年（平成23年）に退職。その後は東白川村商工会事務局長を務める。
2014年4月8日告示、同年4月13日投票の東白川村長選挙では元村議の村雲辰善との一騎打ちを制し初当選した。
※当日有権者数：2,155人 最終投票率：88.12%（前回比：6.23pts）
| 候補者名 | 年齢 | 所属党派 | 新旧別 | 得票数  | 得票率 | 推薦・支持 |
| -------- | ---- | -------- | ------ | ------- | ------ | ---------- |
| 今井俊郎 | 63   | 無所属   | 新     | 1,017票 | 54.04% |            |
| 村雲辰善 | 49   | 無所属   | 新     | 865票   | 45.96% |            |

任期満了に伴う2018年4月10日告示の東白川村長選挙、及び2022年4月12日告示の東白川村長選挙では今井俊郎以外の候補は無く、無投票で再選されている。